# 利斯卡泰
利斯卡泰（義大利語：Liscate），是意大利米兰省的一个市镇。总面积8平方公里，人口4009人，人口密度501.1人/平方公里（2009年）。国家统计（ISTAT）代码为015122。